# رود ساسکاچوان جنوبی

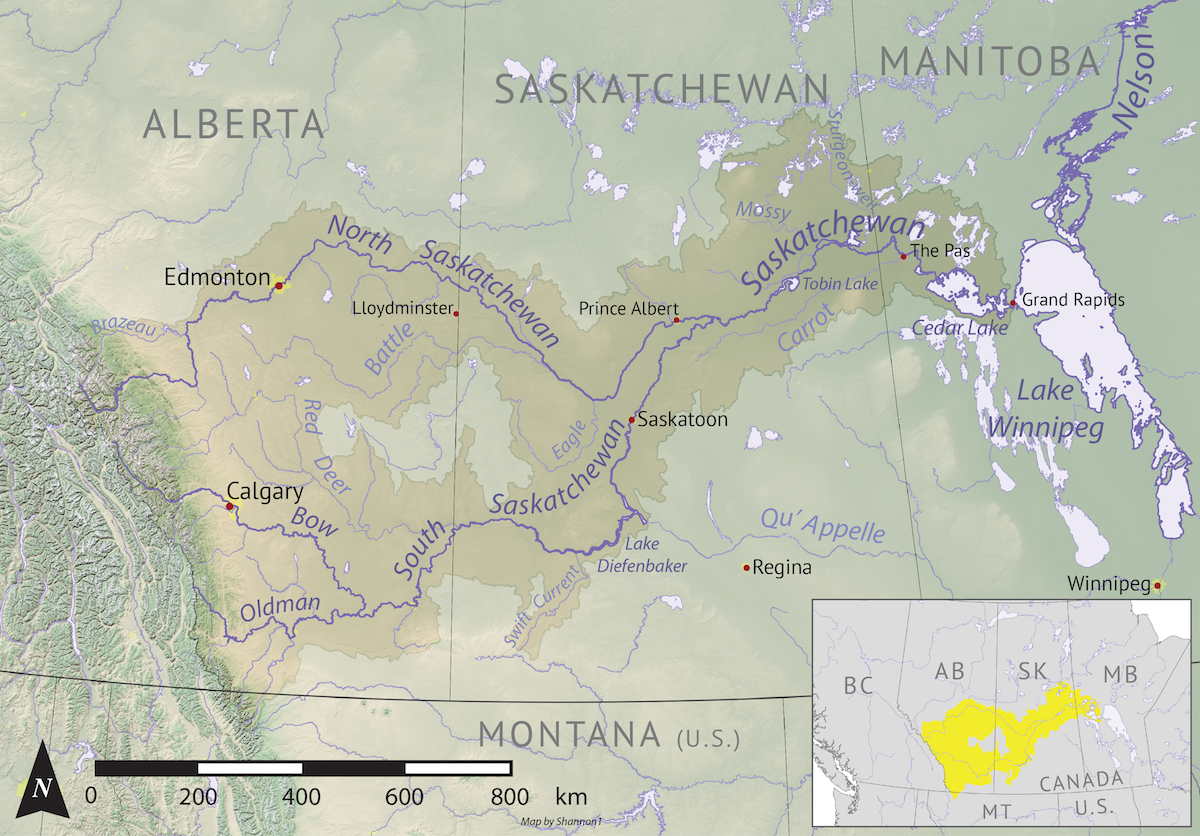

رود ساسکاچوان جنوبی یکی از رودهای اصلی کانادا و یکی از دو شاخه رودخانه طویل ساسکاچوان است که در ایالت‌های آلبرتا و ساسکاچوان جریان دارد. این رود با به هم پیوستن دو رود باو و رود الدمن که هردو از کوه‌های راکی در مرز ایالت بریتیش کلمبیا سرچشمه می‌گیرند به وجود آمده و سپس با رودخانه رددیر که به آن می‌پیوندد ادغام شده و مسیر خود را تا پیوستن به رود ساسکاچوان شمالی و تشکیل رود ساسکاچوان ادامه می‌دهد. این رودخانه از شهرهای بزرگی چون ساسکاتون و مدسین هت عبور می‌کند. دانشگاه ساسکاچوان در حاشیه این رود ساخته شده‌است.
| نمایی از پل دانشگاه ساسکاچوان بر روی رود ساسکاچوان جنوبی در شهر ساسکاتون |